# Sara Bayón
Sara Bayón Martínez (Palencia, 19 de mayo de 1981) es una ex gimnasta rítmica española, ex entrenadora del conjunto de la selección nacional de gimnasia rítmica de España y actual entrenadora de la selección de Francia. Es la única gimnasta española que ha sido campeona del mundo como deportista y como entrenadora, al ser campeona del mundo de 3 cintas y 2 aros (Sevilla 1998), y como entrenadora, de 10 mazas (Kiev 2013 y Esmirna 2014).
Como entrenadora del conjunto español ha participado además en 3 Juegos Olímpicos (Pekín 2008, Londres 2012 y Río 2016), siempre junto a Anna Baranova, siendo su mayor logro como técnico la plata en los Juegos Olímpicos de Río 2016. Durante este periodo el conjunto fue conocido como el Equipaso. En sus inicios fue además, en modalidad individual, subcampeona de España infantil (1993) y subcampeona de España juvenil (1996), y en modalidad de conjuntos, campeona de España júnior (1994) y juvenil (1995 y 1996) con el Club Gimnasia Rítmica Palencia.

## Biografía deportiva

### Como gimnasta

#### Inicios
Se inició en la gimnasia con 5 años en el Colegio de las Dominicas de Palencia como parte de las actividades extraescolares. Más tarde pasaría al Club Gimnasia Rítmica Palencia. Fue subcampeona de España en categoría infantil en el Campeonato de España Individual en Valladolid en 1993, 6.ª en categoría júnior en el Campeonato de España Individual «B» en Guadalajara y campeona de España de conjuntos en categoría júnior en 1994, campeona de España de conjuntos en categoría juvenil en 1995 y medalla de plata en categoría juvenil en el Campeonato de España Individual y campeona de España de conjuntos en categoría juvenil en 1996. Algunas de sus entrenadoras fueron Rosario Andrés, Gloria Fernández, Mónica Pérez o la ex gimnasta nacional Silvia Yustos. El 11 de enero de 1997 entró en la selección nacional de gimnasia rítmica de España en la modalidad de conjuntos.

#### Etapa en la selección nacional

##### 1997: Europeo de Patras
Para 1997, las componentes del equipo ya habían trasladado su residencia del chalet de Canillejas a un edificio anexo al INEF y habían empezado a entrenar en el Centro de Alto Rendimiento de Madrid. María Fernández era desde diciembre de 1996 la nueva seleccionadora nacional, tras la marcha de Emilia Boneva, que había sido operada en noviembre del corazón. A principios de año se incorporaron al conjunto, además de Sara, Marta Calamonte y Carolina Malchair. En abril, tras la retirada de Marta Baldó, Estela Giménez y Estíbaliz Martínez, y la lesión de Marta Calamonte, se incorporó además Esther Domínguez. Bayón fue ese año suplente en el ejercicio de 5 pelotas y titular en el de 3 pelotas y 2 cintas. El primero tenía como música un medley de canciones de Édith Piaf, como «Non, je ne regrette rien» o «Hymne à l'amour», mientras que el de pelotas y cintas usaba «Las cosas del querer», compuesta por Quintero, León y Quiroga.
Tras algunos torneos como el Ciudad de Ibiza o el Gran Trofeo Campofrío, Sara disputó su primera competición oficial, el Campeonato Europeo de Gimnasia Rítmica celebrado en Patras, donde consiguió un cuarto puesto en el concurso general, además de una medalla de plata en 5 pelotas y otra de bronce en 3 pelotas y 2 cintas. El primer día, con una nota acumulada de 38,300 en el concurso general, se quedaron a 50 milésimas del pódium. En las finales por aparatos del día siguiente obtuvieron una nota de 19,600 en el ejercicio de 5 pelotas, que les otorgó la medalla de plata. En el ejercicio mixto de 3 pelotas y 2 cintas lograron una nota de 19,500 que les llevó al tercer cajón del pódium. El conjunto estaba integrado entonces por Sara, Nuria Cabanillas, Esther Domínguez, Lorena Guréndez, Tania Lamarca, Carolina Malchair y Marta Calamonte como suplente. Posteriormente obtendría la medalla de oro en la Epson Cup de Tokio (Japón).

##### 1998: título mundial en Sevilla
En 1998, los ejercicios fueron el de 3 cintas y 2 aros y el de 5 pelotas, que emplearon como música la sevillana «Juego de luna y arena» (inspirada en un poema de Lorca) y el tango «El vaivén» respectivamente, dos temas de José Luis Barroso. Bayón siguió siendo gimnasta suplente en el de 5 pelotas, pero fue titular en el de 3 cintas y 2 aros. Tras disputar el equipo algunos torneos preparatorios en Kalamata o Budapest, en mayo de 1998 logró proclamarse campeón mundial en el Campeonato del Mundo de Sevilla. Fue en la competición de 3 cintas y 2 aros, donde el conjunto consiguió superar a Bielorrusia con una puntuación de 19,850. Además, el primer día el equipo había obtenido la medalla de plata en el concurso general con una nota acumulada de 39,133. Ocuparon el séptimo puesto en la competición de 5 pelotas. El combinado nacional recibió en este campeonato el Premio Longines a la Elegancia, un trofeo que suele entregar la marca de relojes homónima y la FIG durante las competiciones internacionales de gimnasia destacadas. El conjunto de ese año lo compusieron además de Sara, Marta Calamonte, Lorena Guréndez, Carolina Malchair, Beatriz Nogales, Paula Orive y Nuria Cabanillas como suplente.

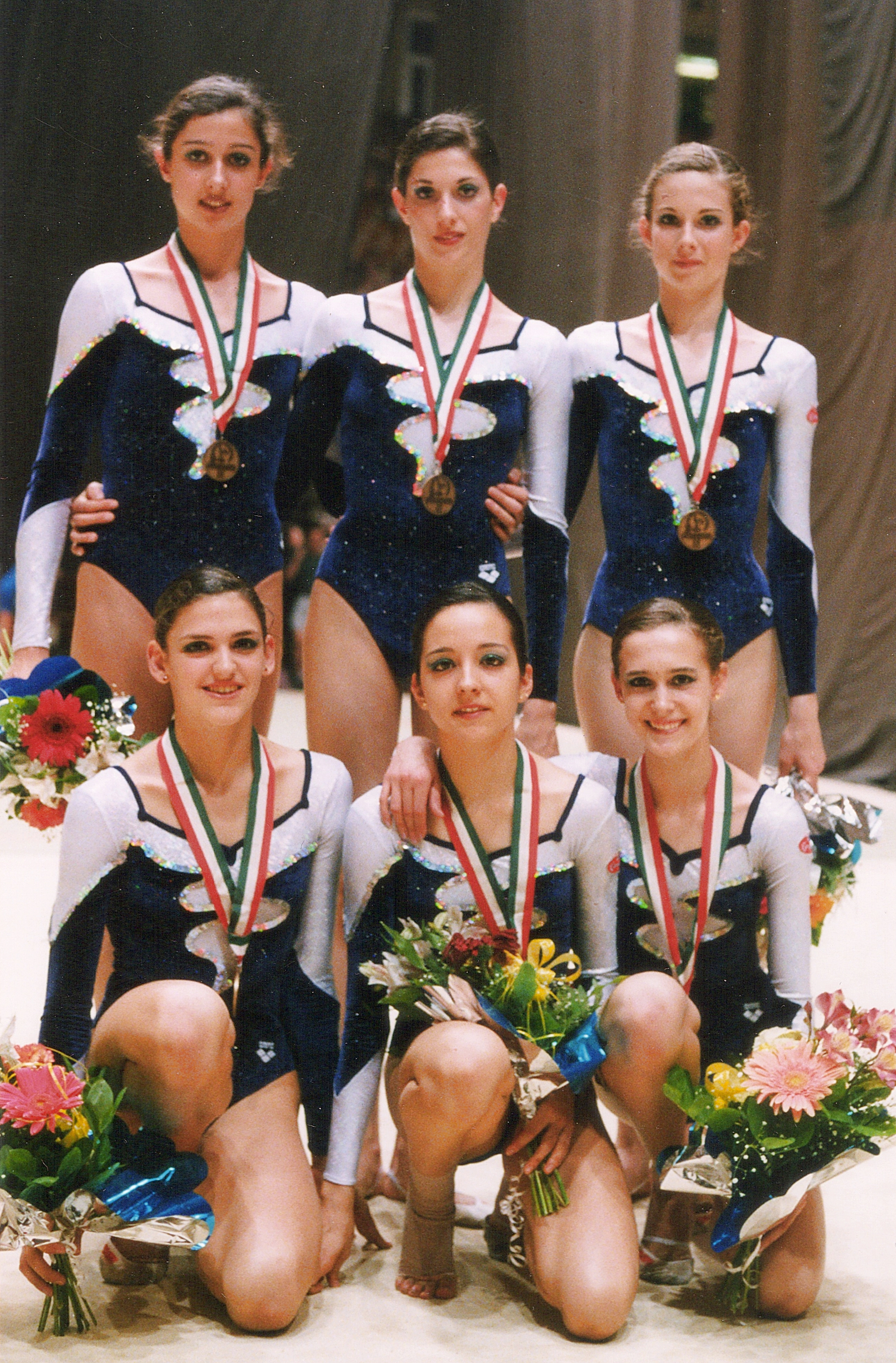
Bayón (abajo, en el centro) con el bronce en el Europeo de Budapest (1999).

##### 1999: último año en activo
Para 1999, Nancy Usero era la nueva seleccionadora y entrenadora del conjunto. Nancy contó esa temporada con Dalia Kutkaite como asistente y entrenadora del conjunto júnior, y con Cristina Álvarez como coreógrafa el primer año. Durante ese año, los dos ejercicios fueron el de 3 cintas y 2 aros y el de 10 mazas, el primero con «Zorongo gitano» y el segundo con «Babelia» de Chano Domínguez, Hozan Yamamoto y Javier Paxariño, como música. Sara sería titular en los dos ejercicios. El conjunto titular lo compusieron ese año Sara, Marta Calamonte, Lorena Guréndez, Carolina Malchair, Beatriz Nogales y Paula Orive. A finales de mayo se disputó el Campeonato Europeo en Budapest. En el concurso general, el conjunto quedó en séptima posición, debido a una mala calificación en el ejercicio de 10 mazas. En la competición de 3 cintas y 2 aros obtuvo la medalla de bronce. En agosto el conjunto logró la medalla de plata en 3 cintas y 2 aros en el DTB-Pokal de Bochum. A finales de septiembre se disputó el Campeonato Mundial de Osaka. El conjunto quedó en séptima posición en el concurso general, lo que les dio la clasificación para los Juegos Olímpicos de Sídney del año siguiente. Posteriormente, ocupó el sexto lugar tanto en el ejercicio de 3 cintas y 2 aros como en el de 10 mazas.
Sin embargo, Sara no pudo disputar los Juegos Olímpicos ya que la seleccionadora Nancy Usero decidió prescindir de ella y de sus compañeras Paula Orive, Marta Alvés y Ana del Toro, por lo que se retiró en noviembre de 1999.

### Como entrenadora

#### 2005 - 2009: primera etapa en la selección nacional y Pekín 2008

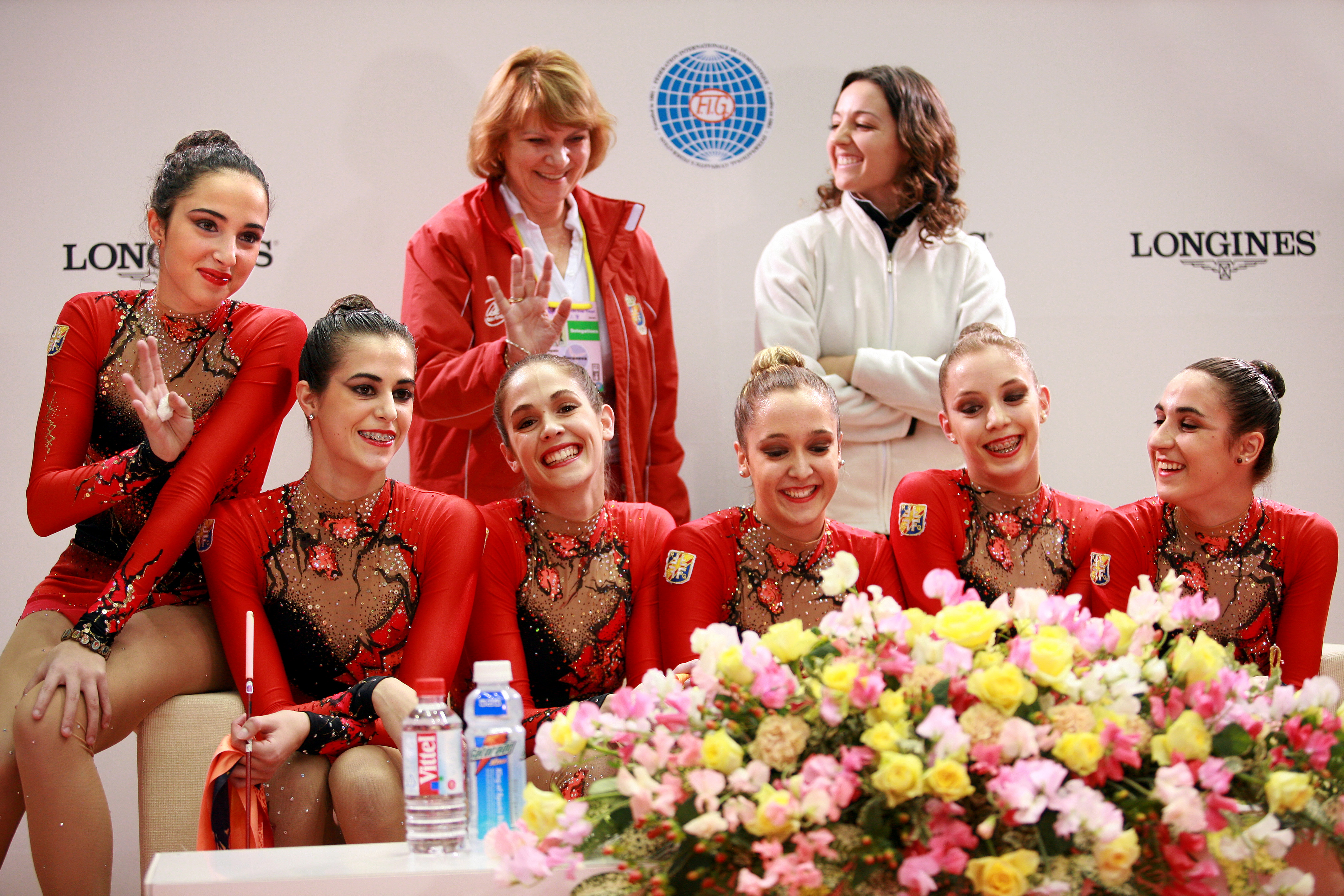
Sara Bayón (de pie, a la derecha) con el equipo español en la Final de la Copa del Mundo en Mie (2006).

Tras su retirada estudió INEF, especializándose en alto rendimiento y haciendo las prácticas en el CAR de Madrid. En 2005, tras licenciarse, fue escogida como entrenadora del conjunto español, el cual dirigiría junto a la seleccionadora Anna Baranova. Ese mismo año, en el Campeonato del Mundo de Bakú, el combinado español obtuvo el 7.º puesto en el concurso general y el 6.º en 3 aros y 4 mazas. El conjunto lo formaron ese año Bárbara González Oteiza, Lara González, Marta Linares, Isabel Pagán, Ana María Pelaz y Nuria Velasco.
A principios de marzo de 2006, el conjunto español obtiene 3 medallas de plata en el Torneo Internacional de Madeira. En septiembre de 2006, en la prueba de la Copa del Mundo celebrada en Portimão, el conjunto logra el bronce en 5 cintas y la plata en 3 aros y 4 mazas, además del 5.º puesto en el concurso general. Ese mismo mes, en el Campeonato de Europa de Moscú logró el 5.º puesto en el concurso general y el 5.º puesto en la final de 5 cintas. En noviembre el combinado español participó en la Final de la Copa del Mundo en Mie, donde obtuvo el 5.º puesto en 5 cintas y el 8.º en 3 aros y 4 mazas. El conjunto era prácticamente el mismo que el año anterior pero con Violeta González sustituyendo a Marta Linares. 
En abril de 2007, en la prueba de la Copa del Mundo disputada en Portimão, el conjunto consigue el 5.º puesto en el concurso general y el 6.º tanto en la final de 5 cuerdas como en la de 3 aros y 4 mazas. En mayo el combinado español obtiene la medalla de plata tanto en el concurso general como en la final de 3 aros y 4 mazas de la prueba de la Copa del Mundo disputada en Nizhni Nóvgorod, además del 4.º puesto en 5 cuerdas. En septiembre de ese mismo año tuvo lugar el Campeonato del Mundo de Patras. El conjunto obtuvo el 5.º puesto en el concurso general, lo que les dio la clasificación para los Juegos Olímpicos de Pekín 2008. También lograron el 6.º puesto tanto en 5 cuerdas como en 3 aros y 4 mazas. En diciembre disputaron el Preolímpico de Pekín, obteniendo el 8.º puesto en el concurso general. El conjunto titular lo integrarían ese año Bárbara González Oteiza, Lara González, Isabel Pagán, Ana María Pelaz, Verónica Ruiz y Bet Salom.
Para esta época, además de las titulares, en la concentración preparatoria de los Juegos se encontraban otras gimnastas entonces suplentes como Sandra Aguilar, Cristina Dassaeva, Sara Garvín, Violeta González o Lidia Redondo. En junio de 2008 tuvo lugar el Campeonato de Europa de Turín, donde el conjunto logró el 6.º puesto en el concurso general y el 4.º puesto tanto en 5 cuerdas como en 3 aros y 4 mazas. En agosto de ese año participó en los Juegos Olímpicos de Pekín 2008, obteniendo el conjunto español la 11.ª posición en la fase de calificación, después de cometer varios errores en el segundo ejercicio, el de 3 aros y 4 mazas. Esto hizo que el equipo no pudiera meterse en la final olímpica. Ese año, en la Copa del Mundo en Benidorm, el equipo español logró dos medallas de plata en la competición de 5 cuerdas y en la de 3 aros y 4 mazas. El conjunto lo componían entonces las mismas gimnastas que fueron a Pekín: Bárbara González Oteiza, Lara González, Isabel Pagán, Ana María Pelaz, Verónica Ruiz y Bet Salom. En octubre de 2008, la búlgara Efrossina Angelova se convirtió en seleccionadora nacional y pasó a entrenar el conjunto junto a Sara.
Para 2009 el conjunto se renovó casi por completo, permaneciendo, de las gimnastas que habían estado en Pekín 2008, únicamente Ana María Pelaz. Algunas gimnastas como Bet Salom decidieron abandonar la selección debido a la decisión de Angelova de aumentar el número de horas de entrenamientos, lo que los hacía incompatibles con sus estudios. En abril, el equipo español logró dos medallas de plata (en el concurso general y en 3 cintas y 2 cuerdas) en la prueba de la Copa del Mundo celebrada en Portimão (Portugal), además del 6.º puesto en 5 aros. En mayo de 2009, Bayón dejó de entrenar a la selección de gimnasia rítmica por diferencias con Efrossina Angelova y pasó a ocupar el cargo de profesora del ballet y la coreografía de la selección de gimnasia artística femenina, además de entrenar al Club Gimnasia Rítmica Arganda de Arganda del Rey.

#### 2011 - 2012: regreso a la selección nacional y Londres 2012
En enero de 2011 regresó como técnico del conjunto, entrenándolo nuevamente junto a la seleccionadora Anna Baranova. En esos momentos el equipo llevaba tres meses de retraso respecto a los demás, el intervalo de tiempo entre la destitución de Efrossina Angelova (que interpuso una demanda a la Federación por despido improcedente) y la contratación de Anna Baranova, llegando algunas gimnastas a regresar a sus clubes de origen durante este periodo, aunque varias siguieron trabajando a nivel corporal y técnica de aparato con Noelia Fernández a la espera de una nueva seleccionadora. Con la vuelta de Anna y Sara, se realizaron nuevos montajes de los dos ejercicios con el objetivo de clasificarse en el Mundial de ese año para los Juegos Olímpicos de Londres 2012. El nuevo montaje de 5 pelotas tenía como música «Red Violin» de Ikuko Kawai (un tema basado en el adagio del Concierto de Aranjuez), mientras que el de 3 cintas y 2 aros usaba Malagueña de Ernesto Lecuona en las versiones de Stanley Black And His Orchestra y de Plácido Domingo. Durante esa temporada, el conjunto se consiguió clasificar para diversas finales en pruebas de la Copa del Mundo, además de hacerse con las 3 medallas de oro en juego tanto en el US Classics Competition en Orlando como en el II Meeting en Vitória (Brasil). En el Campeonato Mundial de Montpellier (Francia) no pudieron clasificarse directamente para los Juegos Olímpicos, ya que obtuvieron la 12.ª posición y una plaza para el Preolímpico tras fallar en el ejercicio de cintas y aros al hacerse un nudo en una cinta tras el choque en el aire de dos de ellas. Además lograron la 6.ª plaza en la final de 5 pelotas. Tras el Campeonato del Mundo de Montpellier siguieron sus entrenamientos con el objetivo de poder clasificarse finalmente para los Juegos en la cita preolímpica. En noviembre participaron en el Euskalgym y en diciembre, en el I Torneo Internacional Ciudad de Zaragoza, consiguieron la medalla de plata tras las rusas. El conjunto titular ese año estuvo formado por Sandra Aguilar, Loreto Achaerandio, Elena López, Lourdes Mohedano, Alejandra Quereda (capitana) y Lidia Redondo.

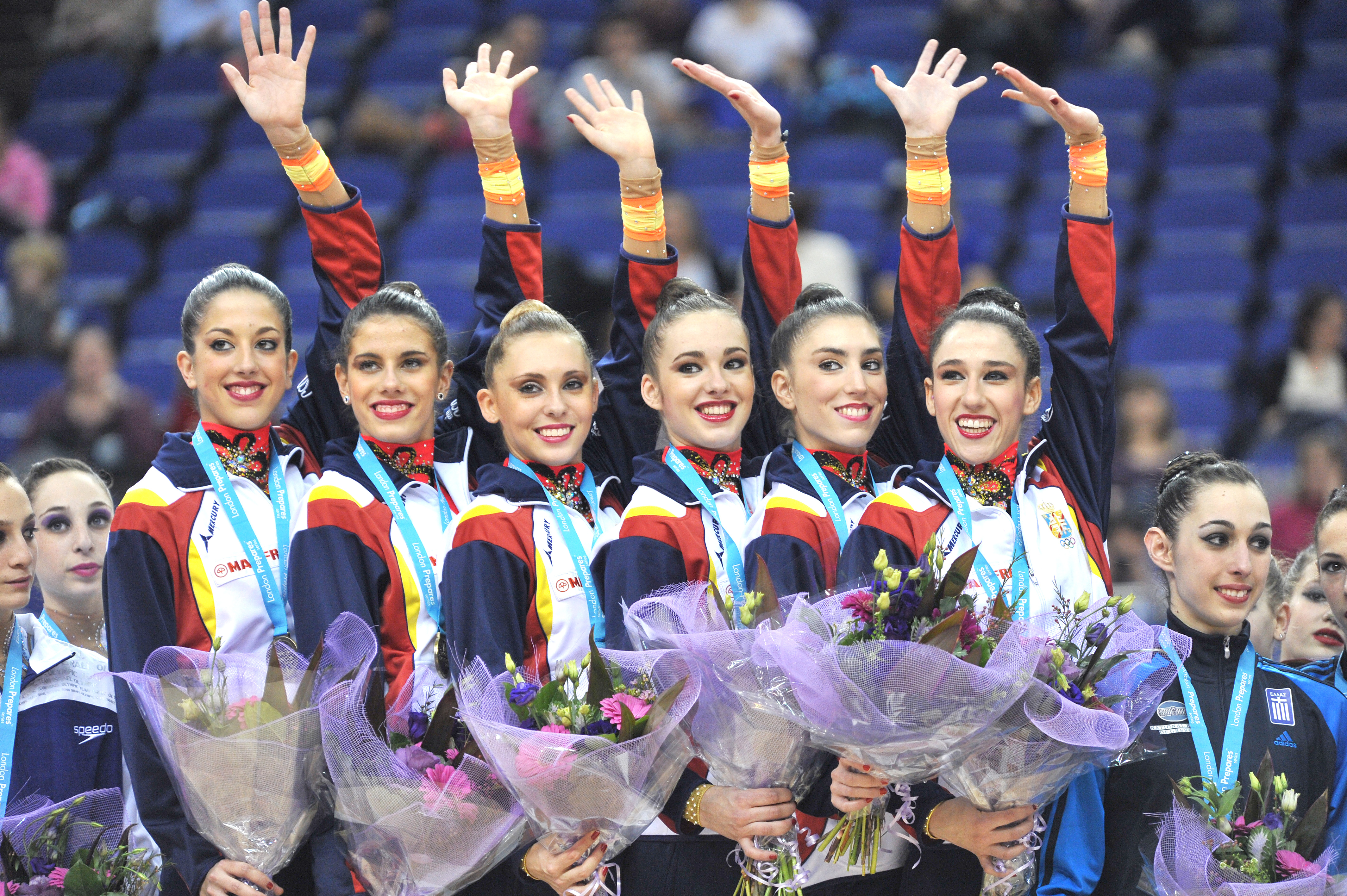
El conjunto español, entrenado por Sara Bayón y Anna Baranova, en el podio del Preolímpico de Londres (2012).

En enero de 2012 disputaron el Preolímpico, en el que consiguieron la medalla de oro y clasificarse así para los Juegos Olímpicos. El himno español volvió a sonar en lo más alto del podio, hecho que no ocurría en una competición importante desde Sevilla 1998 (Campeonato del Mundo en el que el equipo de gimnasia rítmica entrenado por María Fernández Ostolaza y del que Sara era componente se alzó con el oro en la competición de 3 cintas y 2 aros). En mayo, el conjunto español obtuvo la medalla de bronce en la clasificación general de la prueba de la Copa del Mundo celebrada en Sofía (Bulgaria) y la medalla de oro en la final del ejercicio mixto de cintas y aros. En julio de 2012 el conjunto consiguió la medalla de bronce en la clasificación general de la prueba de la Copa del Mundo celebrada en Minsk.
Posteriormente, Sara viajó con el equipo a los Juegos Olímpicos de Londres 2012, su segunda experiencia olímpica como entrenadora, tras haber entrenado también al conjunto en Pekín 2008. En la fase de clasificación, el conjunto español, compuesto por las gimnastas Loreto Achaerandio, Sandra Aguilar, Elena López, Lourdes Mohedano, Alejandra Quereda (capitana) y Lidia Redondo, sumó 54,550 puntos (27,150 en 5 pelotas y 27,400 en 3 cintas y 2 aros) que les colocó quintas en la clasificación general y las metió en la final. En la final olímpica celebrada en el Wembley Arena, el conjunto español realizó un primer ejercicio de 5 pelotas en el que obtuvieron una puntuación de 27,400 puntos, colocándose en 5.ª posición y mejorando en 250 centésimas con respecto a su puntuación obtenida el día de la clasificación. En el ejercicio de 3 cintas y 2 aros obtuvieron una puntuación de 27,550 puntos. España reclamó la nota de dificultad del ejercicio, que fue de 9,200, aunque la reclamación fue rechazada por la Federación Internacional de Gimnasia (FIG). Tras finalizar los dos ejercicios, España acumuló un total de 54,950 puntos, lo que le sirvió para acabar la competición en 4.ª posición y obtener el diploma olímpico.

#### 2013 - 2016: ciclo olímpico de Río 2016

##### 2013: primer título mundial como entrenadora en Kiev
En 2013, el conjunto estrenó los dos nuevos ejercicios para la temporada: el de 10 mazas y el de 3 pelotas y 2 cintas. El primero empleaba como música «A ciegas» de Miguel Poveda, y el segundo los temas «Still», «Big Palooka» y «Jive and Jump» de The Jive Aces. Las nuevas componentes del equipo este año fueron Artemi Gavezou y Marina Fernández (que se retiraría en agosto de 2013). En abril de ese año, en la prueba de la Copa del Mundo disputada en Lisboa, el conjunto fue medalla de oro en la general y medalla de bronce en 3 pelotas y 2 cintas. Posteriormente fueron medalla de plata en 10 mazas en la prueba de la Copa del Mundo de Sofía y bronce en el concurso general en la prueba de la Copa del Mundo de San Petersburgo.
El 1 de septiembre en el Campeonato Mundial de Kiev, tras acabar el día anterior 4.º en el concurso general, el conjunto español obtuvo la medalla de oro en la final de 10 mazas y la de bronce en la de 3 pelotas y 2 cintas. La nota del ejercicio de mazas fue de 17,350, lo que otorgó a las españolas el título mundial por delante de Italia y Ucrania, segunda y tercera respectivamente, mientras que en la final del mixto, la nota de 17,166 no fue suficiente para desbancar a Bielorrusia, que fue plata, y a Rusia, que se colgó el oro. El conjunto estaba formado por Sandra Aguilar, Artemi Gavezou, Elena López, Lourdes Mohedano y Alejandra Quereda (capitana). Estas fueron las primeras medallas obtenidas por España en un Campeonato Mundial de Gimnasia Rítmica desde 1998. Sara Bayón se convertía así en la primera y única persona en España que ha sido campeona del mundo como gimnasta y como entrenadora.
Tras proclamarse campeonas del mundo, las gimnastas del conjunto español realizaron una gira donde participaron en varias exhibiciones, como las realizadas en el Arnold Classic Europe en Madrid, la Gala Solidaria a favor del Proyecto Hombre en Burgos, la Gala de Estrellas de la Gimnasia en México, D. F., el Euskalgym en Bilbao, en Lyon, en Conil de la Frontera, en Granada durante el Campeonato de España de conjuntos, y en Vitoria para la Gala de Navidad de la Federación Alavesa de Gimnasia. Además, realizaron un calendario cuyo fin era recaudar dinero para costear las próximas competiciones. En 2014, la capitana del conjunto español, Alejandra Quereda, preguntada sobre el hecho de que ningún canal de televisión español transmitiera el Mundial de Kiev y respecto a la no presencia de medios en el aeropuerto al regresar a España, contestó:

«Te choca un poco el hecho de que medios de otros países te apoyen más que los tuyos [...] Después del Campeonato del Mundo nos han invitado a hacer exhibiciones en otros países [...] lo mejor fue al llegar a México. En el aeropuerto nos estaba esperando la prensa, televisiones, radios… Un despliegue. Y, claro, piensas “si somos más famosas aquí que en nuestro país”».
—Alejandra Quereda, en declaraciones en 2014 a Planeta olímpico

##### 2014: bronce europeo en Bakú, segundo título mundial en Esmirna y homenaje en Palencia
Varias lesiones y problemas físicos de algunas componentes del equipo, como las molestias de Elena López en la rodilla o un edema óseo en el tobillo izquierdo de Lourdes Mohedano, hicieron retrasar el estreno de la temporada 2014. El 29 de marzo de 2014, el conjunto participó en una exhibición en Vera (Almería), donde estrenó el nuevo ejercicio de 3 pelotas y 2 cintas (con los temas «Intro» y «Mascara» de Violet como música), además de realizar el montaje de 10 mazas, que presentaba algunas modificaciones con respecto al año anterior. La semana posterior, las mismas cinco integrantes del equipo que habían sido campeonas del mundo en Kiev, viajaron a Lisboa para competir en la prueba de la Copa del Mundo disputada allí, su primer campeonato oficial de la temporada. En Lisboa lograron la medalla de oro en el concurso general, mientras que en las dos finales por aparatos obtuvieron sendas medallas de plata, tanto en el ejercicio de 10 mazas como en el mixto de 3 pelotas y 2 cintas. En la última competición antes del Europeo, la Copa del Mundo de Minsk, el conjunto se hizo con la medalla de plata en el concurso general y la de bronce en la final de 3 pelotas y 2 cintas, además de lograr un 4.º puesto en la final de 10 mazas.
En junio el conjunto disputó el Campeonato de Europa de Bakú, en el que tras conseguir con una nota de 34,091 el 5.ª puesto en el concurso general dos días antes, lograron colgarse la medalla de bronce en la final de 10 mazas. La nota de 17,550 las colocó en esta final detrás de Rusia, que fue plata, y Bulgaria, que logró el oro. Además, volvieron a obtener la 5.ª plaza en la final de 3 pelotas y 2 cintas con una nota de 17,400. Esta medalla fue la primera lograda por España en un Campeonato Europeo de Gimnasia Rítmica desde 1999. Dos días después del Europeo, el 17 de junio, se llevó a cabo una recepción al equipo nacional en el CSD para celebrar esta presea. En el mismo, el presidente de la Real Federación Española de Gimnasia, Jesús Carballo, calificó al conjunto español como «uno de los mejores equipos que hemos tenido» y destacó el valor de la medalla al ser conseguida ante «países con muchísima más historia y muchos más recursos para poder copar los podios». Alejandra Quereda, la capitana del equipo, señaló que «es una muestra del gran momento de forma en el que nos encontramos».
En agosto se disputó la prueba de la Copa del Mundo en Sofía, en la que el conjunto español obtuvo el 4.º puesto en el concurso general, a solo 5 centésimas del bronce, quedando así por detrás de Italia, Bulgaria y Rusia, que se hizo con el oro. Al día siguiente, consiguieron la medalla de bronce en la final de 10 mazas y el 5.º puesto (empatadas con Ucrania y Bielorrusia) en la de 3 pelotas y 2 cintas. Para esta competición, la gimnasta Artemi Gavezou, que se encontraba recuperándose de una lesión y no pudo viajar, fue reemplazada por Adelina Fominykh en el ejercicio de mazas y por Marina Viejo en el mixto, suponiendo el debut de ambas con el conjunto titular. También ese mismo mes el conjunto disputó, de nuevo con Artemi como titular, el IV Meeting en Vitória (Brasil), donde lograron la plata en el concurso general y en 3 pelotas y 2 cintas, y la medalla de oro en 10 mazas. A comienzos de septiembre se disputó la prueba de la Copa del Mundo en Kazán, donde las integrantes del combinado español se hicieron con el bronce en el concurso general, el 4.º puesto en la final de 3 pelotas y 2 cintas, y el 8.º puesto en la de 10 mazas.
En el Campeonato Mundial de Esmirna, varias caídas y una salida del tapiz en el ejercicio de 3 pelotas y 2 cintas, hicieron que el conjunto español acabara en el puesto 11.º en el concurso general, logrando clasificarse solo para la final de mazas. Al día siguiente, el 28 de septiembre, el combinado español logró resarcirse al obtener la medalla de oro en la final de 10 mazas por segundo año consecutivo. La nota del ejercicio fue de 17,433, lo que otorgó a las españolas el título mundial por delante de Israel y Bielorrusia, segunda y tercera respectivamente. El conjunto estaba integrado por las mismas componentes que también lograron la medalla de oro en Kiev el año anterior: Sandra Aguilar, Artemi Gavezou, Elena López, Lourdes Mohedano y Alejandra Quereda.
Tras proclamarse campeonas del mundo por segunda vez, en octubre el equipo viajó al LG Whisen Rhythmic All Stars 2014, celebrado en Seúl (Corea del Sur), donde realizaron el ejercicio mixto y participaron en una exhibición. El 20 de diciembre de 2014 se celebró un homenaje en honor de Sara Bayón en el Pabellón Marta Domínguez de Palencia. En el reconocimiento participaron, entre otros, tanto el conjunto español sénior como el júnior, además de varios clubes palentinos de gimnasia rítmica y artística. Durante el mismo también se mostraron varios montajes audiovisuales que recordaron algunos de los logros de Sara, así como a otras gimnastas y entrenadoras palentinas destacadas, además de felicitaciones y elogios de diversas personalidades como David DeMaría, José Antonio Camacho o Almudena Cid.

##### 2015: bronce mundial en Stuttgart y mayores reconocimientos

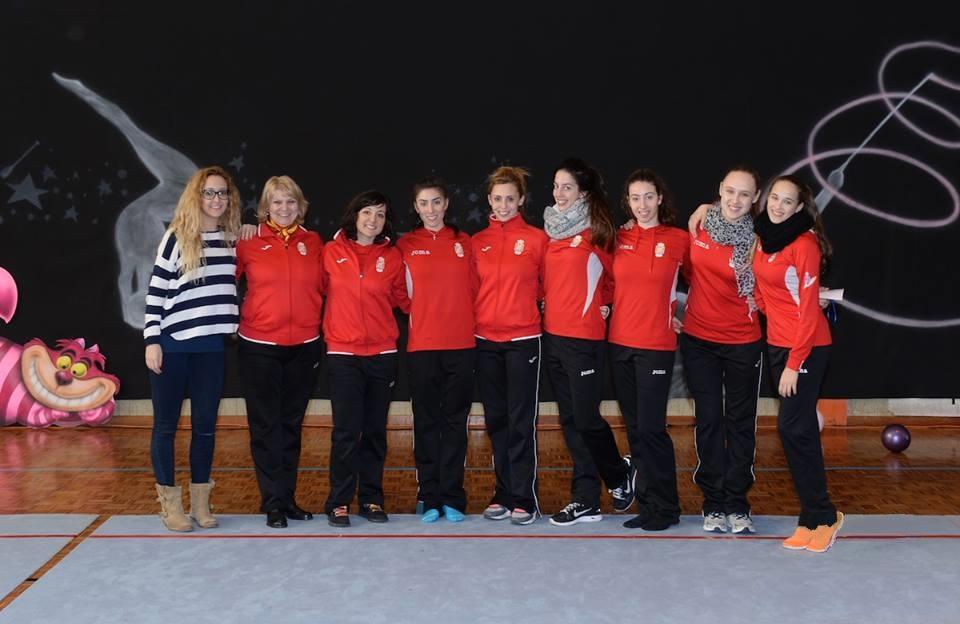
Bayón (tercera) junto al conjunto español en una master class en Luarca (2015).

A inicios de marzo de 2015, Bayón impartió junto a parte del conjunto una master class en Luarca (Asturias). Ese mismo mes tuvo lugar la primera competición de la temporada para el conjunto español, el Grand Prix de Thiais, donde el equipo estrenó los dos nuevos ejercicios, el de 5 cintas y el de 2 aros y 6 mazas. El primero tenía como música la canción «Europa» de Mónica Naranjo, y el segundo un remix de District 78 del tema «Ameksa (The Shepard)» de Taalbi Brothers. En este inicio de temporada, Claudia Heredia y Lidia Redondo, que había regresado a la selección, ocuparon los puestos de titular de las lesionadas Elena López y Lourdes Mohedano. El conjunto acabó en el 6.º lugar en la general, mientras que consiguieron la medalla de plata en la final de 5 cintas y ocuparon el 8.º puesto en la de 2 aros y 6 mazas. Ese mismo mes, el combinado español viajó a Lisboa para disputar la prueba de la Copa del Mundo celebrada en la capital portuguesa. En la misma, lograron la medalla de bronce en la general, el 7.º puesto en la final de 5 cintas y nuevamente el bronce en la de 2 aros y 6 mazas. En abril, el conjunto disputó la Copa del Mundo de Pesaro, obteniendo la medalla de bronce en el concurso general, el 7.º puesto en 5 cintas y el 5.º en 2 aros y 6 mazas. A comienzos de mayo, el conjunto participó en sendas exhibiciones en el Campeonato de España en Edad Escolar, disputado en Ávila, y en el Torneo Internacional de Corbeil-Essonnes (Francia). A finales de mayo el equipo viajó a Taskent para participar en la Copa del Mundo celebrada en la capital uzbeka. Allí lograron dos medallas de plata tanto en el concurso general como en 2 aros y 6 mazas, y acabaron en la 6.ª posición en 5 cintas. En junio, el conjunto participó en los Juegos Europeos de Bakú 2015, obteniendo el 4.º puesto tanto en el concurso general como en la final de 5 cintas. Ese mismo mes, en la Copa del Mundo de Kazán, lograron la 6.ª posición en la general y el 5.º puesto tanto en la final del mixto como en la de 5 cintas.
El 29 de agosto de 2015, Sara fue pregonera de las Ferias y Fiestas de San Antolín en Palencia. En septiembre de 2015 se disputó el Campeonato Mundial de Stuttgart, clasificatorio para los Juegos Olímpicos. El primer día de competición, el 12 de septiembre, el conjunto español logró la medalla de bronce en el concurso general con una nota acumulada de 34,900, solo superada por Rusia y Bulgaria, oro y plata respectivamente. Era la primera medalla para España en la general de un Mundial desde 1998. Este puesto otorgó al combinado español una plaza directa para los Juegos Olímpicos de Río de Janeiro 2016. El último día de competición, las españolas obtuvieron la 6.ª plaza en la final de 5 cintas. Durante este ejercicio, Artemi Gavezou se lesionó el pie. El equipo decidió entonces no participar en la final de 2 aros y 6 mazas, ya que además Lidia Redondo, la gimnasta reserva, no podía competir al no estar inscrita en ese momento. El conjunto estuvo integrado en esta competición por Sandra Aguilar, Artemi Gavezou, Elena López, Lourdes Mohedano y Alejandra Quereda, además de Lidia Redondo como suplente. Este campeonato fue retransmitido en España por Teledeporte con la narración de Paloma del Río y Almudena Cid, siendo el primer Mundial que emitía una televisión española en dicho ciclo olímpico, ya que los dos anteriores no fueron transmitidos por ningún canal nacional.
Tras este bronce mundial, el conjunto español tuvo sendas recepciones en el Consejo Superior de Deportes y el Comité Olímpico Español, además de conceder numerosas entrevistas a diferentes medios de comunicación, participando por ejemplo en el programa de radio Planeta olímpico de Radio Marca o en el programa de televisión El hormiguero de Antena 3 el 24 de septiembre. El 17 de noviembre, Sara acudió junto a Anna Baranova, Mónica Hontoria, Dagmara Brown y el conjunto español, a los Premios Nacionales del Deporte, donde les fue entregada la Copa Barón de Güell como mejor equipo nacional de 2014, premio del Consejo Superior de Deportes que se les había otorgado el 13 de julio y que fue compartido con la selección femenina de fútbol. La Copa fue recogida por Alejandra Quereda, capitana del equipo, y por Jesús Carballo Martínez, presidente de la Federación, de manos del rey Felipe VI de España.
El 19 de octubre de 2015 se anunció que el conjunto español de gimnasia rítmica protagonizaría el tradicional anuncio de Navidad de la marca de cava Freixenet, y que este sería dirigido por el cineasta Kike Maíllo. El equipo realizó los ensayos del spot el 29 y el 30 de octubre, y se grabó entre los días 10 y 11 de noviembre en un plató de Barcelona. El anuncio, titulado «Brillar», se estrenó finalmente el 25 de noviembre en un evento en el Museo Marítimo de Barcelona, pudiendo verse desde ese día en la página web de Freixenet y en YouTube. Fue acompañado por la grabación de un documental promocional llamado Mereciendo un sueño, donde gimnastas y entrenadoras cuentan su día a día en el equipo nacional.

##### 2016: Europeo de Jolón y plata en los Juegos Olímpicos de Río
En febrero de 2016, en la Copa del Mundo de Espoo (Finlandia), el conjunto estrenó dos nuevos ejercicios para la temporada. El de 5 cintas tenía como música un medley de temas con aires brasileños: «Vidacarnaval» de Carlinhos Brown, «Bahiana/Batucada» de Inner Sense y Richard Sliwa, y «Sambuka» de Artem Uzunov. El de 2 aros y 6 mazas contaba por su parte con los temas flamencos «Cementerio judío», «Soleá» y «La aurora de Nueva York», interpretados por la Compañía Rafael Amargo y Montse Cortés. Rafael Amargo también colaboró con el conjunto en la coreografía del ejercicio. El equipo obtuvo el bronce en la general, el oro en cintas y la plata en el mixto. A comienzos de marzo lograron los 3 oros en juego en el Torneo Internacional de Schmiden (Alemania). Ese mismo mes viajaron a la Copa del Mundo de Lisboa, donde obtuvieron el bronce en la general, el 5.º puesto en 5 cintas y otro bronce en el mixto. La semana siguiente se desplazaron a Francia para disputar el Grand Prix de Thiais, que celebraba su 30.ª edición. Allí lograron el bronce en la general, el 4.º puesto en 5 cintas y la plata en el mixto. En mayo, en la Copa del Mundo de Taskent, se colgaron el bronce en cintas y la plata en el mixto tras haber obtenido el 4.º puesto en la general.

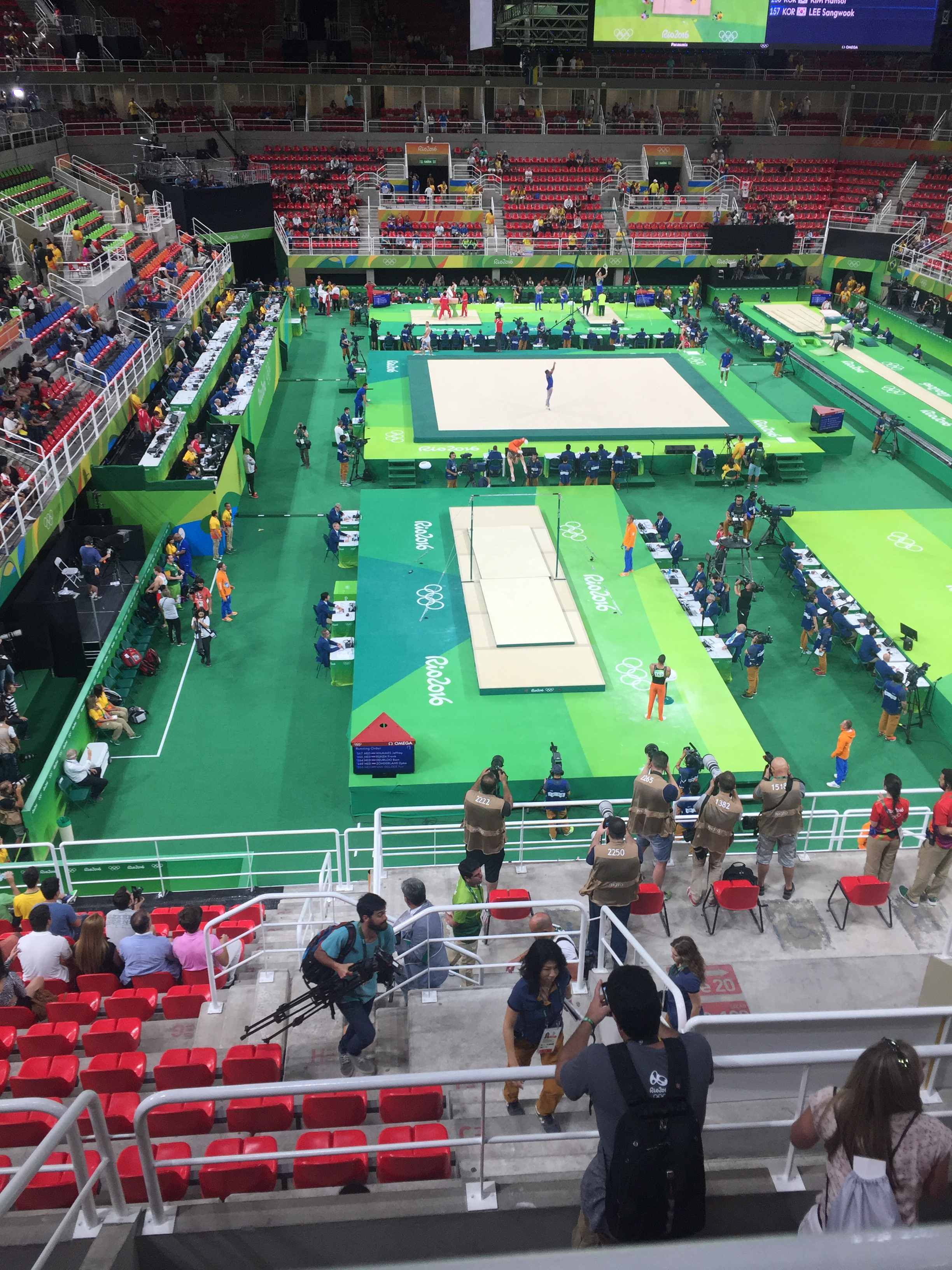
El Arena Olímpica de Río albergó la competición de gimnasia rítmica y artística de los JJ. OO. de Río.

En junio se disputó la Copa del Mundo de Guadalajara, la primera competición internacional oficial de gimnasia rítmica que se celebró en España desde la Final de la Copa del Mundo en Benidorm (2008). El evento se desarrolló del 3 al 5 de junio en el Palacio Multiusos de Guadalajara con la asistencia de unas 8.000 personas en las dos últimas jornadas. El conjunto logró alzarse con la medalla de oro en la general por delante de Bielorrusia y Ucrania, mientras que el último día se colgó dos bronces en las finales de cintas y del mixto. Ese mismo mes disputaron el Campeonato de Europa de Jolón, donde obtuvieron el 6.ª puesto en la general con una nota acumulada de 35,333. En las finales por aparatos, lograron el bronce en 5 cintas con una nota de 18,133, y la plata en el mixto con una puntuación de 18,233. En julio compitieron en la Copa del Mundo de Kazán, obteniendo el 6.º puesto en la general y el 4.º en la final de cintas. A finales de ese mismo mes disputaron la Copa del Mundo de Bakú, última cita antes de los Juegos, donde lograron la 5.ª plaza en la general y sendos bronces en las dos finales por aparatos.
En agosto el conjunto participó en los Juegos Olímpicos de Río 2016, siendo la tercera participación olímpica de Sara como entrenadora. El combinado español estaba integrado en este evento por Sandra Aguilar, Artemi Gavezou, Elena López, Lourdes Mohedano y Alejandra Quereda (capitana). La competición tuvo lugar los dos últimos días de los Juegos en el pabellón Arena Olímpica de Río. El 20 de agosto consiguieron la 1.ª plaza en la calificación con una nota de 35,749 (17,783 en cintas y 17,966 en el mixto), logrando clasificarse así para la final del día siguiente. El 21 de agosto, en la final olímpica, el equipo español se colocó en primer lugar tras el ejercicio de 5 cintas con una nota de 17,800. En la segunda rotación, la del ejercicio mixto, obtuvieron una puntuación de 17,966. Finalmente acabaron en segunda posición tras Rusia y por delante de Bulgaria, logrando así la medalla de plata con una nota de 35,766. Esta presea fue la primera medalla olímpica para la gimnasia rítmica española desde la lograda por las Niñas de Oro en Atlanta 1996.
El 29 de agosto el Ayuntamiento de Palencia acogió un homenaje a Sara Bayón con motivo de la plata olímpica en Río 2016. Durante el mismo Bayón firmó en el Libro de Honor de la ciudad. Tras anunciarse que el Equipaso volvería a protagonizar el spot navideño de Freixenet, el mismo fue presentado el 28 de noviembre en una gala en el Teatro Goya de Barcelona. Contó con la presentación de Almudena Cid y la presencia del equipo. El anuncio, titulado «Brillar 2016», era prácticamente el mismo del año anterior con excepción del final, que incluía nuevas imágenes de las gimnastas felicitando el año con la plata olímpica. Asimismo, la campaña fue acompañada por un documental promocional llamado La satisfacción es para siempre, con nuevas imágenes y declaraciones de las gimnastas sobre su preparación, y una recreación del podio de los Juegos de Río. En 2017, Sara Bayón, preguntada sobre los factores que propiciaron la medalla olímpica, contestó:

«Claramente el cuarto puesto de Londres nos ha servido mucho para Río. Ver que estás tan cerca de una medalla fue una motivación extra para encarar el ciclo olímpico siguiente. Y encima comenzamos con dos medallas en el Mundial de 2013 y eso ya fue como un chute de energía y adrenalina [...] Como dijo en su momento Anna Baranova: “En Londres se nos quedó la medalla colgando y en algún momento iba a caer”».
—Sara Bayón, en declaraciones en 2017 a Rincón olímpico

#### 2017 - 2020: ciclo olímpico de Tokio 2021
Para 2017, las cinco gimnastas titulares del equipo de 2016 dejaron de competir para descansar y centrarse en los estudios u otros proyectos. Por ello, pasaron al conjunton titular las gimnastas suplentes, la mayor parte de las cuales habían estado en el conjunto español júnior entre 2014 y 2016. El 25 de marzo tuvo lugar el debut sénior del nuevo conjunto en el Grand Prix de Thiais. En esta competición el equipo fue 8.º en la general y 4.º en la final de 3 pelotas y 2 cuerdas. En el mes de abril disputaron la prueba de la Copa del Mundo de Pésaro (18.º puesto en la general), la prueba de la Copa del Mundo de Taskent (9.º puesto en la general y 6.º puesto en la final de pelotas y cuerdas), y la prueba de la Copa del Mundo de Bakú (7.ª posición en la general, 7.ª en la final de 5 aros y 5.ª en la final de cuerdas y pelotas). El 14 de mayo el nuevo conjunto logró su primera medalla oficial internacional, al obtener el bronce en la final de 5 aros en la Copa del Mundo de Portimão. En la general el equipo fue 4.º, misma posición que logró en la final de 3 pelotas y 2 cuerdas. El conjunto en esa competición, estaba integrado por Mónica Alonso, Victoria Cuadrillero, Clara Esquerdo, Ana Gayán, Lía Rovira y Sara Salarrullana. Desde la Copa del Mundo de Guadalajara el equipo español estuvo formado por Mónica Alonso, Victoria Cuadrillero, Clara Esquerdo, Ana Gayán, Alba Polo y Lía Rovira. En la clasificación general finalizaron en 6.ª posición y en la final del ejercicio mixto de cuerdas y pelotas terminaron en la 8.ª Del 11 al 13 de agosto participaron en la última Copa del Mundo antes del Mundial, celebrada en Kazán (Rusia). Allí, el equipo consiguió la 5.ª posición en la clasificación general y la 8.ª posición en la final de 5 aros y del ejercicio mixto. El 2 de septiembre las componentes del conjunto disputaron el Mundial de Pésaro. En el ejercicio mixto obtuvieron una nota de 16,150, y en el de 5 aros de 14,500 tras dos caídas de aparato, lo que hizo que se colocaran en el 15.º puesto en la general y que no pudieran clasificarse para ninguna final por aparatos. Los resultados de la selección tanto a nivel de conjunto como individual fueron calificados este año como escasos por parte de numerosas voces como la exgimnasta Almudena Cid, que indicó que «hacía muchos años, más de 40, que no entrábamos en la final de las 24, tampoco en la final de las 8 mejores» y señaló que «La estructura actual de la rítmica en España no es la ideal [...] tenemos que hacer una captación de niñas pequeñas y pensar en cuidarlas, y si esa gimnasta no está aún en el equipo nacional de alguna forma hacerle partícipe de que hay un seguimiento detrás [...] para que cuando esté [...] no tenga que empezar de cero».
En marzo de 2018 el conjunto inició la temporada en el Trofeo Ciudad de Desio, disputando un encuentro bilateral con Italia en el que obtuvo la plata. Una lesión de Clara Esquerdo en el pie a mediados de marzo provocó que el conjunto no pudiera participar en el Grand Prix de Thiais. Posteriormente se disputó la Copa del Mundo de Sofía, ocupando el 10.º puesto en la general. A mediados de abril, en la Copa del Mundo de Pésaro, el equipo logró la 6.º posición en la general, la 8.ª en aros y la 7.ª en el mixto, mientras que en mayo, en la Copa del Mundo de Guadalajara ocuparon la 10.ª plaza en la general y la 6.ª en la final de 3 pelotas y 2 cuerdas. A inicios de junio participaron en el Campeonato Europeo de Guadalajara, el primer Europeo celebrado en España desde 2002. En el mismo ocuparon la 5.ª plaza en la general y la 6.ª tanto en la final de aros como en la del mixto. A finales de agosto el equipo compitió en la prueba de la Copa del Mundo de Minsk, obteniendo la 6.ª posición en la general, la 7.ª en aros y la 6.ª en el mixto. Una semana después, en la prueba de la Copa del Mundo de Kazán, lograron la 10.ª plaza en la general y la 7.ª en aros. A mediados de septiembre el conjunto disputó el Mundial de Sofía. En el ejercicio de 5 aros obtuvieron una nota de 14,450 tras varias caídas de aparato, mientras que en el mixto lograron una puntuación de 19,150, lo que hizo que se colocaran en el 20.º puesto en la general. En la final del mixto ocuparon la 8.º plaza con 19,800. El equipo estuvo formado en este campeonato por Mónica Alonso, Victoria Cuadrillero, Clara Esquerdo, Ana Gayán, Alba Polo y Sara Salarrullana.
A inicios de marzo de 2019, el conjunto comenzó la temporada en el Torneo Internacional Diputación de Málaga (Marbella), logrando el bronce. Tras una exhibición en Corbeil-Essonnes, participaron en el Grand Prix de Thiais, obteniendo la 10.ª plaza en la general y la 6.ª en 3 aros y 4 mazas. En abril lograron la 10.ª y la 12.ª plaza en la general de las pruebas de la Copa del Mundo de Pésaro y Bakú respectivamente. En mayo, en la Copa del Mundo de Guadalajara, consiguieron la 4.ª plaza en la general, la 7.ª en 5 pelotas y la 4.ª en el mixto. Tras varias competiciones preparatorias, en septiembre disputaron el Mundial de Bakú, pudiendo obtener solo el puesto 17.º en la general y no logrando la plaza olímpica. El equipo estuvo formado en este campeonato por Victoria Cuadrillero, Clara Esquerdo, Ana Gayán, Alba Polo, Emma Reyes y Sara Salarrullana.

### 2020 - presente: etapa en la selección francesa
Tras no ser renovado su contrato con la Federación Española y finalizar este en agosto de 2020, el 3 de diciembre de 2020 se anunció su nombramiento como entrenadora de Francia en modalidad de conjuntos acompañando nuevamente a Anna Baranova.

## Equipamientos
| Período     | Proveedor |
| ----------- | --------- |
| 1997 - 1999 | Arena     |

## Música de los ejercicios
| Año  | Aparatos                               | Música                                                                                          |
| ---- | -------------------------------------- | ----------------------------------------------------------------------------------------------- |
| 1997 | 5 pelotas                              | Medley de canciones de Édith Piaf, como «Non, je ne regrette rien» o «Hymne à l'amour».         |
| 1997 | 3 pelotas y 2 cintas                   | «Las cosas del querer», copla compuesta por Quintero, León y Quiroga.                           |
| 1998 | 5 pelotas                              | Tango «El vaivén», de José Luis Barroso.                                                        |
| 1998 | 3 cintas y 2 aros                      | Sevillana «Juego de luna y arena» (inspirada en un poema de Lorca), de José Luis Barroso.       |
| 1999 | 10 mazas                               | «Babelia», de Chano Domínguez, Hozan Yamamoto y Javier Paxariño.                                |
| 1999 | 3 cintas y 2 aros                      | «Zorongo gitano», canción popular española adaptada por Federico García Lorca y La Argentinita. |
| 1999 | Ejercicio de exhibición (Manos libres) | «Balanca», tema flamenco.                                                                       |

## Palmarés deportivo como gimnasta

### Selección española
| 1997 - Ciudad de Ibiza Plata en concurso general - Gran Trofeo Campofrío Plata en concurso general - Campeonato de Europa de Patras 4.º puesto en concurso general Plata en 5 pelotas Bronce en 3 pelotas y 2 cintas - Epson Cup Oro en concurso general 1998 - Thiais Oro en concurso general Oro en 5 pelotas Oro en 3 cintas y 2 aros - Kalamata Cup Plata en concurso general Oro en 5 pelotas Oro en 3 cintas y 2 aros - Budapest Tournament Oro en concurso general Oro en 5 pelotas Oro en 3 cintas y 2 aros - Estella International Oro en concurso general | 1998 (continuación) - Campeonato del Mundo de Sevilla Plata en concurso general 7.º puesto en 5 pelotas Oro en 3 cintas y 2 aros 1999 - Kalamata Cup 7.º puesto en concurso general Bronce en 10 mazas - Thiais 4.º puesto en concurso general 4.º puesto en 10 mazas Bronce en 3 cintas y 2 aros - Budapest Tournament Oro en concurso general 4.º puesto en 10 mazas Oro en 3 cintas y 2 aros - Campeonato de Europa de Budapest 7.º puesto en concurso general Bronce en 3 cintas y 2 aros - DTB-Pokal de Bochum 6.º puesto en concurso general 5.º puesto en 10 mazas Plata en 3 cintas y 2 aros - Campeonato del Mundo de Osaka 7.º puesto en concurso general 6.º puesto en 10 mazas 6.º puesto en 3 cintas y 2 aros |

## Palmarés deportivo como entrenadora
Resultados del conjunto español en las dos etapas de Anna Baranova y Sara Bayón como entrenadoras.
| Palmarés del conjunto español en la primera etapa (2005 - 2008) | |
| --- | --- |
| \| 2005 - AGF Cup / Prueba de la Copa del Mundo en Bakú 4.º puesto en 5 cintas Bronce en 3 aros y 4 mazas - Grand Prix de Deventer / Alfred Vogel Cup 5.º puesto en concurso general 4.º puesto en 5 cintas 5.º puesto en 3 aros y 4 mazas - Grand Prix de Berlín / Berlin Masters Bronce en concurso general Bronce en 5 cintas Bronce en 3 aros y 4 mazas - Henkel Rhythmic Gymnastics / Prueba de la Copa del Mundo en Düsseldorf 4.º puesto en concurso general 5.º puesto en 5 cintas 4.º puesto en 3 aros y 4 mazas - Campeonato del Mundo de Bakú 7.º puesto en concurso general 6.º puesto en 3 aros y 4 mazas 2006 - Torneo Internacional de Madeira Plata en concurso general Plata en 5 cintas Plata en 3 aros y 4 mazas - Grand Prix de Thiais 5.º puesto en concurso general Resultado en finales desconocido - Prueba de la Copa del Mundo en Génova 6.º puesto en concurso general 10.º puesto en 5 cintas 9.º puesto en 3 aros y 4 mazas - Prueba de la Copa del Mundo en Portimão 5.º puesto en concurso general Bronce en 5 cintas Plata en 3 aros y 4 mazas - Campeonato de Europa de Moscú 5.º puesto en concurso general 5.º puesto en 5 cintas - Final de la Copa del Mundo en Mie 5.º puesto en 5 cintas 8.º puesto en 3 aros y 4 mazas \| 2007 - Prueba de la Copa del Mundo en Portimão 5.º puesto en concurso general 6.º puesto en 5 cuerdas 6.º puesto en 3 aros y 4 mazas - Prueba de la Copa del Mundo en Nizhni Nóvgorod Plata en concurso general 4.º puesto en 5 cuerdas Plata en 3 aros y 4 mazas - Prueba de la Copa del Mundo en Génova 6.º puesto en concurso general 5.º puesto en 5 cuerdas 5.º puesto en 3 aros y 4 mazas - Campeonato del Mundo de Patras 5.º puesto en concurso general 6.º puesto en 5 cuerdas 6.º puesto en 3 aros y 4 mazas - Preolímpico de Pekín 8.º puesto en concurso general 2008 - Prueba de la Copa del Mundo en Portimão 6.º puesto en concurso general 7.º puesto en 5 cuerdas 6.º puesto en 3 aros y 4 mazas - Grand Prix de Marbella / Andalucía Cup de Conjuntos Oro en 5 cuerdas - Prueba de la Copa del Mundo en Minsk 5.º puesto en concurso general 5.º puesto en 5 cuerdas 5.º puesto en 3 aros y 4 mazas - Campeonato de Europa de Turín 6.º puesto en concurso general 4.º puesto en 5 cuerdas 4.º puesto en 3 aros y 4 mazas - Juegos Olímpicos de Pekín 2008 11.º puesto en calificación - Final de la Copa del Mundo en Benidorm Plata en 5 cuerdas Plata en 3 aros y 4 mazas \| | |
| 2005 - AGF Cup / Prueba de la Copa del Mundo en Bakú 4.º puesto en 5 cintas Bronce en 3 aros y 4 mazas - Grand Prix de Deventer / Alfred Vogel Cup 5.º puesto en concurso general 4.º puesto en 5 cintas 5.º puesto en 3 aros y 4 mazas - Grand Prix de Berlín / Berlin Masters Bronce en concurso general Bronce en 5 cintas Bronce en 3 aros y 4 mazas - Henkel Rhythmic Gymnastics / Prueba de la Copa del Mundo en Düsseldorf 4.º puesto en concurso general 5.º puesto en 5 cintas 4.º puesto en 3 aros y 4 mazas - Campeonato del Mundo de Bakú 7.º puesto en concurso general 6.º puesto en 3 aros y 4 mazas 2006 - Torneo Internacional de Madeira Plata en concurso general Plata en 5 cintas Plata en 3 aros y 4 mazas - Grand Prix de Thiais 5.º puesto en concurso general Resultado en finales desconocido - Prueba de la Copa del Mundo en Génova 6.º puesto en concurso general 10.º puesto en 5 cintas 9.º puesto en 3 aros y 4 mazas - Prueba de la Copa del Mundo en Portimão 5.º puesto en concurso general Bronce en 5 cintas Plata en 3 aros y 4 mazas - Campeonato de Europa de Moscú 5.º puesto en concurso general 5.º puesto en 5 cintas - Final de la Copa del Mundo en Mie 5.º puesto en 5 cintas 8.º puesto en 3 aros y 4 mazas | 2007 - Prueba de la Copa del Mundo en Portimão 5.º puesto en concurso general 6.º puesto en 5 cuerdas 6.º puesto en 3 aros y 4 mazas - Prueba de la Copa del Mundo en Nizhni Nóvgorod Plata en concurso general 4.º puesto en 5 cuerdas Plata en 3 aros y 4 mazas - Prueba de la Copa del Mundo en Génova 6.º puesto en concurso general 5.º puesto en 5 cuerdas 5.º puesto en 3 aros y 4 mazas - Campeonato del Mundo de Patras 5.º puesto en concurso general 6.º puesto en 5 cuerdas 6.º puesto en 3 aros y 4 mazas - Preolímpico de Pekín 8.º puesto en concurso general 2008 - Prueba de la Copa del Mundo en Portimão 6.º puesto en concurso general 7.º puesto en 5 cuerdas 6.º puesto en 3 aros y 4 mazas - Grand Prix de Marbella / Andalucía Cup de Conjuntos Oro en 5 cuerdas - Prueba de la Copa del Mundo en Minsk 5.º puesto en concurso general 5.º puesto en 5 cuerdas 5.º puesto en 3 aros y 4 mazas - Campeonato de Europa de Turín 6.º puesto en concurso general 4.º puesto en 5 cuerdas 4.º puesto en 3 aros y 4 mazas - Juegos Olímpicos de Pekín 2008 11.º puesto en calificación - Final de la Copa del Mundo en Benidorm Plata en 5 cuerdas Plata en 3 aros y 4 mazas |

| Palmarés del conjunto español en la segunda etapa (2011 - presente) | |
| --- | --- |
| \| 2011 - Prueba de la Copa del Mundo en Portimão 7.º puesto en concurso general 7.º puesto en 5 pelotas 7.º puesto en 3 cintas y 2 aros - US Classics Competition en Orlando Oro en concurso general Oro en 5 pelotas Oro en 3 cintas y 2 aros - II Meeting en Vitória (Brasil) Oro en concurso general Oro en 5 pelotas Oro en 3 cintas y 2 aros - Prueba de la Copa del Mundo en Tel Aviv 11.º puesto en concurso general - Campeonato del Mundo de Montpellier 12.º puesto en concurso general 6.º puesto en 5 pelotas - Torneo Internacional Ciudad de Zaragoza Plata en concurso general 2012 - Torneo Preolímpico de Londres 2012 Oro en concurso general - Grand Prix de Thiais 8.º puesto en concurso general 4.º puesto en 3 cintas y 2 aros - Prueba de la Copa del Mundo en Pesaro 5.º puesto en concurso general 8.º puesto en 3 cintas y 2 aros - Torneo Internacional de Benidorm Oro en concurso general - Prueba de la Copa del Mundo en Sofía Bronce en concurso general 4.º puesto en 5 pelotas Oro en 3 cintas y 2 aros - Campeonato de Europa de Nizhni Nóvgorod 5.º puesto en concurso general 5.º puesto en 5 pelotas 7.º puesto en 3 cintas y 2 aros - Prueba de la Copa del Mundo en Minsk Bronce en concurso general 4.º puesto en 5 pelotas 4.º puesto en 3 cintas y 2 aros - Juegos Olímpicos de Londres 2012 5.º puesto en calificación 4.º puesto en final y diploma olímpico 2013 - Grand Prix de Thiais Bronce en concurso general Plata en 10 mazas 4.º puesto en 3 pelotas y 2 cintas - Prueba de la Copa del Mundo en Lisboa Oro en concurso general 5.º puesto en 10 mazas Bronce en 3 pelotas y 2 cintas - Prueba de la Copa del Mundo en Sofía 7.º puesto en concurso general Plata en 10 mazas 8.º puesto en 3 pelotas y 2 cintas - Torneo Internacional Ciudad de Barcelona Oro en concurso general - Prueba de la Copa del Mundo en San Petersburgo Bronce en concurso general 5.º puesto en 10 mazas - Campeonato del Mundo de Kiev 4.º puesto en concurso general Oro en 10 mazas Bronce en 3 pelotas y 2 cintas 2014 - Prueba de la Copa del Mundo en Lisboa Oro en concurso general Plata en 10 mazas Plata en 3 pelotas y 2 cintas - Prueba de la Copa del Mundo en Minsk Plata en concurso general 4.º puesto en 10 mazas Bronce en 3 pelotas y 2 cintas - Campeonato de Europa de Bakú 5.º puesto en concurso general Bronce en 10 mazas 5.º puesto en 3 pelotas y 2 cintas - Prueba de la Copa del Mundo en Sofía 4.º puesto en concurso general Bronce en 10 mazas 5.º puesto en 3 pelotas y 2 cintas - IV Meeting en Vitória (Brasil) Plata en concurso general Oro en 10 mazas Plata en 3 pelotas y 2 cintas - Prueba de la Copa del Mundo en Kazán Bronce en concurso general 8.º puesto en 10 mazas 4.º puesto en 3 pelotas y 2 cintas - Campeonato del Mundo de Esmirna 11.º puesto en concurso general Oro en 10 mazas 2015 - Grand Prix de Thiais 6.º puesto en concurso general Plata en 5 cintas 8.º puesto en 2 aros y 6 mazas - Prueba de la Copa del Mundo en Lisboa Bronce en concurso general 7.º puesto en 5 cintas Bronce en 2 aros y 6 mazas - Prueba de la Copa del Mundo en Pesaro Bronce en concurso general 7.º puesto en 5 cintas 5.º puesto en 2 aros y 6 mazas - Prueba de la Copa del Mundo en Taskent Plata en concurso general 6.º puesto en 5 cintas Plata en 2 aros y 6 mazas - Juegos Europeos de Bakú 2015 4.º puesto en concurso general 4.º puesto en 5 cintas - Prueba de la Copa del Mundo en Sofía 7.º puesto en concurso general 6.º puesto en 5 cintas - Prueba de la Copa del Mundo en Kazán 6.º puesto en concurso general 5.º puesto en 5 cintas 5.º puesto en 2 aros y 6 mazas - Campeonato del Mundo de Stuttgart Bronce en concurso general 6.º puesto en 5 cintas \| 2016 - Prueba de la Copa del Mundo en Espoo Bronce en concurso general Oro en 5 cintas Plata en 2 aros y 6 mazas - Torneo Internacional de Schmiden Oro en concurso general Oro en 5 cintas Oro en 2 aros y 6 mazas - Prueba de la Copa del Mundo en Lisboa Bronce en concurso general 5.º puesto en 5 cintas Bronce en 2 aros y 6 mazas - Grand Prix de Thiais Bronce en concurso general 4.º puesto en 5 cintas Plata en 2 aros y 6 mazas - Prueba de la Copa del Mundo en Taskent 4.º puesto en concurso general Bronce en 5 cintas Plata en 2 aros y 6 mazas - Prueba de la Copa del Mundo en Guadalajara Oro en concurso general Bronce en 5 cintas Bronce en 2 aros y 6 mazas - Campeonato de Europa de Jolón 6.º puesto en concurso general Bronce en 5 cintas Plata en 2 aros y 6 mazas - Prueba de la Copa del Mundo en Kazán 6.º puesto en concurso general 4.º puesto en 5 cintas - Prueba de la Copa del Mundo en Bakú 5.º puesto en concurso general Bronce en 5 cintas Bronce en 2 aros y 6 mazas - Juegos Olímpicos de Río 2016 1.er puesto en calificación Plata en final y diploma olímpico 2017 - Grand Prix de Thiais 8.º puesto en concurso general 4.º puesto en 3 pelotas y 2 cuerdas - Prueba de la Copa del Mundo en Pésaro 18.º puesto en concurso general - Prueba de la Copa del Mundo en Taskent 9.º puesto en concurso general 6.º puesto en 3 pelotas y 2 cuerdas - Prueba de la Copa del Mundo en Bakú 7.º puesto en concurso general 7.º puesto en 5 aros 5.º puesto en 3 pelotas y 2 cuerdas - Prueba de la Copa del Mundo en Portimão 4.º puesto en concurso general Bronce en 5 aros 4.º puesto en 3 pelotas y 2 cuerdas - Prueba de la Copa del Mundo en Guadalajara 6.º puesto en concurso general 8.º puesto en 3 pelotas y 2 cuerdas - Prueba de la Copa del Mundo en Kazán 5.º puesto en concurso general 8.º puesto en 5 aros 8.º puesto en 3 pelotas y 2 cuerdas - Campeonato del Mundo de Pésaro 15.º puesto en concurso general 2018 - Trofeo Ciudad de Desio / Encuentro bilateral Italia - España Plata en concurso general - Prueba de la Copa del Mundo en Sofía 10.º puesto en concurso general - Prueba de la Copa del Mundo en Pésaro 6.º puesto en concurso general 8.º puesto en 5 aros 7.º puesto en 3 pelotas y 2 cuerdas - Prueba de la Copa del Mundo en Guadalajara 10.º puesto en concurso general 6.º puesto en 3 pelotas y 2 cuerdas - Campeonato de Europa de Guadalajara 5.º puesto en concurso general 6.º puesto en 5 aros 6.º puesto en 3 pelotas y 2 cuerdas - Prueba de la Copa del Mundo en Minsk 6.º puesto en concurso general 7.º puesto en 5 aros 6.º puesto en 3 pelotas y 2 cuerdas - Prueba de la Copa del Mundo en Kazán 10.º puesto en concurso general 7.º puesto en 5 aros - Campeonato del Mundo de Sofía 20.º puesto en concurso general 8.º puesto en 3 pelotas y 2 cuerdas 2019 - Torneo Internacional Diputación de Málaga Bronce en concurso general - Grand Prix de Thiais 10.º puesto en concurso general 6.º puesto en 3 aros y 4 mazas - Prueba de la Copa del Mundo en Pésaro 10.º puesto en concurso general - Prueba de la Copa del Mundo en Bakú 12.º puesto en concurso general - Prueba de la Copa del Mundo en Guadalajara 4.º puesto en concurso general 7.º puesto en 5 pelotas 4.º puesto en 3 aros y 4 mazas - Prueba de la Copa del Mundo en Minsk 13.er puesto en concurso general - Prueba de la Copa del Mundo en Cluj-Napoca 5.º puesto en concurso general 5.º puesto en 5 pelotas 5.º puesto en 3 aros y 4 mazas - Prueba de la Copa del Mundo en Kazán 10.º puesto en concurso general - Prueba de la Copa del Mundo en Portimão 4.º puesto en concurso general 4.º puesto en 5 pelotas 6.º puesto en 3 aros y 4 mazas - Campeonato del Mundo de Bakú 17.º puesto en concurso general \| | |
| 2011 - Prueba de la Copa del Mundo en Portimão 7.º puesto en concurso general 7.º puesto en 5 pelotas 7.º puesto en 3 cintas y 2 aros - US Classics Competition en Orlando Oro en concurso general Oro en 5 pelotas Oro en 3 cintas y 2 aros - II Meeting en Vitória (Brasil) Oro en concurso general Oro en 5 pelotas Oro en 3 cintas y 2 aros - Prueba de la Copa del Mundo en Tel Aviv 11.º puesto en concurso general - Campeonato del Mundo de Montpellier 12.º puesto en concurso general 6.º puesto en 5 pelotas - Torneo Internacional Ciudad de Zaragoza Plata en concurso general 2012 - Torneo Preolímpico de Londres 2012 Oro en concurso general - Grand Prix de Thiais 8.º puesto en concurso general 4.º puesto en 3 cintas y 2 aros - Prueba de la Copa del Mundo en Pesaro 5.º puesto en concurso general 8.º puesto en 3 cintas y 2 aros - Torneo Internacional de Benidorm Oro en concurso general - Prueba de la Copa del Mundo en Sofía Bronce en concurso general 4.º puesto en 5 pelotas Oro en 3 cintas y 2 aros - Campeonato de Europa de Nizhni Nóvgorod 5.º puesto en concurso general 5.º puesto en 5 pelotas 7.º puesto en 3 cintas y 2 aros - Prueba de la Copa del Mundo en Minsk Bronce en concurso general 4.º puesto en 5 pelotas 4.º puesto en 3 cintas y 2 aros - Juegos Olímpicos de Londres 2012 5.º puesto en calificación 4.º puesto en final y diploma olímpico 2013 - Grand Prix de Thiais Bronce en concurso general Plata en 10 mazas 4.º puesto en 3 pelotas y 2 cintas - Prueba de la Copa del Mundo en Lisboa Oro en concurso general 5.º puesto en 10 mazas Bronce en 3 pelotas y 2 cintas - Prueba de la Copa del Mundo en Sofía 7.º puesto en concurso general Plata en 10 mazas 8.º puesto en 3 pelotas y 2 cintas - Torneo Internacional Ciudad de Barcelona Oro en concurso general - Prueba de la Copa del Mundo en San Petersburgo Bronce en concurso general 5.º puesto en 10 mazas - Campeonato del Mundo de Kiev 4.º puesto en concurso general Oro en 10 mazas Bronce en 3 pelotas y 2 cintas 2014 - Prueba de la Copa del Mundo en Lisboa Oro en concurso general Plata en 10 mazas Plata en 3 pelotas y 2 cintas - Prueba de la Copa del Mundo en Minsk Plata en concurso general 4.º puesto en 10 mazas Bronce en 3 pelotas y 2 cintas - Campeonato de Europa de Bakú 5.º puesto en concurso general Bronce en 10 mazas 5.º puesto en 3 pelotas y 2 cintas - Prueba de la Copa del Mundo en Sofía 4.º puesto en concurso general Bronce en 10 mazas 5.º puesto en 3 pelotas y 2 cintas - IV Meeting en Vitória (Brasil) Plata en concurso general Oro en 10 mazas Plata en 3 pelotas y 2 cintas - Prueba de la Copa del Mundo en Kazán Bronce en concurso general 8.º puesto en 10 mazas 4.º puesto en 3 pelotas y 2 cintas - Campeonato del Mundo de Esmirna 11.º puesto en concurso general Oro en 10 mazas 2015 - Grand Prix de Thiais 6.º puesto en concurso general Plata en 5 cintas 8.º puesto en 2 aros y 6 mazas - Prueba de la Copa del Mundo en Lisboa Bronce en concurso general 7.º puesto en 5 cintas Bronce en 2 aros y 6 mazas - Prueba de la Copa del Mundo en Pesaro Bronce en concurso general 7.º puesto en 5 cintas 5.º puesto en 2 aros y 6 mazas - Prueba de la Copa del Mundo en Taskent Plata en concurso general 6.º puesto en 5 cintas Plata en 2 aros y 6 mazas - Juegos Europeos de Bakú 2015 4.º puesto en concurso general 4.º puesto en 5 cintas - Prueba de la Copa del Mundo en Sofía 7.º puesto en concurso general 6.º puesto en 5 cintas - Prueba de la Copa del Mundo en Kazán 6.º puesto en concurso general 5.º puesto en 5 cintas 5.º puesto en 2 aros y 6 mazas - Campeonato del Mundo de Stuttgart Bronce en concurso general 6.º puesto en 5 cintas | 2016 - Prueba de la Copa del Mundo en Espoo Bronce en concurso general Oro en 5 cintas Plata en 2 aros y 6 mazas - Torneo Internacional de Schmiden Oro en concurso general Oro en 5 cintas Oro en 2 aros y 6 mazas - Prueba de la Copa del Mundo en Lisboa Bronce en concurso general 5.º puesto en 5 cintas Bronce en 2 aros y 6 mazas - Grand Prix de Thiais Bronce en concurso general 4.º puesto en 5 cintas Plata en 2 aros y 6 mazas - Prueba de la Copa del Mundo en Taskent 4.º puesto en concurso general Bronce en 5 cintas Plata en 2 aros y 6 mazas - Prueba de la Copa del Mundo en Guadalajara Oro en concurso general Bronce en 5 cintas Bronce en 2 aros y 6 mazas - Campeonato de Europa de Jolón 6.º puesto en concurso general Bronce en 5 cintas Plata en 2 aros y 6 mazas - Prueba de la Copa del Mundo en Kazán 6.º puesto en concurso general 4.º puesto en 5 cintas - Prueba de la Copa del Mundo en Bakú 5.º puesto en concurso general Bronce en 5 cintas Bronce en 2 aros y 6 mazas - Juegos Olímpicos de Río 2016 1.er puesto en calificación Plata en final y diploma olímpico 2017 - Grand Prix de Thiais 8.º puesto en concurso general 4.º puesto en 3 pelotas y 2 cuerdas - Prueba de la Copa del Mundo en Pésaro 18.º puesto en concurso general - Prueba de la Copa del Mundo en Taskent 9.º puesto en concurso general 6.º puesto en 3 pelotas y 2 cuerdas - Prueba de la Copa del Mundo en Bakú 7.º puesto en concurso general 7.º puesto en 5 aros 5.º puesto en 3 pelotas y 2 cuerdas - Prueba de la Copa del Mundo en Portimão 4.º puesto en concurso general Bronce en 5 aros 4.º puesto en 3 pelotas y 2 cuerdas - Prueba de la Copa del Mundo en Guadalajara 6.º puesto en concurso general 8.º puesto en 3 pelotas y 2 cuerdas - Prueba de la Copa del Mundo en Kazán 5.º puesto en concurso general 8.º puesto en 5 aros 8.º puesto en 3 pelotas y 2 cuerdas - Campeonato del Mundo de Pésaro 15.º puesto en concurso general 2018 - Trofeo Ciudad de Desio / Encuentro bilateral Italia - España Plata en concurso general - Prueba de la Copa del Mundo en Sofía 10.º puesto en concurso general - Prueba de la Copa del Mundo en Pésaro 6.º puesto en concurso general 8.º puesto en 5 aros 7.º puesto en 3 pelotas y 2 cuerdas - Prueba de la Copa del Mundo en Guadalajara 10.º puesto en concurso general 6.º puesto en 3 pelotas y 2 cuerdas - Campeonato de Europa de Guadalajara 5.º puesto en concurso general 6.º puesto en 5 aros 6.º puesto en 3 pelotas y 2 cuerdas - Prueba de la Copa del Mundo en Minsk 6.º puesto en concurso general 7.º puesto en 5 aros 6.º puesto en 3 pelotas y 2 cuerdas - Prueba de la Copa del Mundo en Kazán 10.º puesto en concurso general 7.º puesto en 5 aros - Campeonato del Mundo de Sofía 20.º puesto en concurso general 8.º puesto en 3 pelotas y 2 cuerdas 2019 - Torneo Internacional Diputación de Málaga Bronce en concurso general - Grand Prix de Thiais 10.º puesto en concurso general 6.º puesto en 3 aros y 4 mazas - Prueba de la Copa del Mundo en Pésaro 10.º puesto en concurso general - Prueba de la Copa del Mundo en Bakú 12.º puesto en concurso general - Prueba de la Copa del Mundo en Guadalajara 4.º puesto en concurso general 7.º puesto en 5 pelotas 4.º puesto en 3 aros y 4 mazas - Prueba de la Copa del Mundo en Minsk 13.er puesto en concurso general - Prueba de la Copa del Mundo en Cluj-Napoca 5.º puesto en concurso general 5.º puesto en 5 pelotas 5.º puesto en 3 aros y 4 mazas - Prueba de la Copa del Mundo en Kazán 10.º puesto en concurso general - Prueba de la Copa del Mundo en Portimão 4.º puesto en concurso general 4.º puesto en 5 pelotas 6.º puesto en 3 aros y 4 mazas - Campeonato del Mundo de Bakú 17.º puesto en concurso general |

## Premios, reconocimientos y distinciones

### Como gimnasta
- Mejor deportista palentina en la XII Gala de los Premios del Deporte Palentino (1997)
- Premio Relevo de Plata, otorgado por la Junta de Castilla y León (1997)
- Premio Longines a la Elegancia en el Campeonato del Mundo de Sevilla (1998)[10]
- Premio Relevo de Oro, otorgado por la Junta de Castilla y León (1998)

### Como entrenadora
- Reconocimiento en la VIII Gala de Gimnasia de Castilla y León (2015)[108]
- Pregonera de las Ferias y Fiestas de San Antolín en Palencia (2015)
- Copa Barón de Güell al mejor equipo español, otorgada por el CSD y entregada en los Premios Nacionales del Deporte de 2014 (2015)[109]
- Trofeo por la consecución de la medalla de bronce en Stuttgart, otorgado por el Ayuntamiento de Guadalajara en el V Trofeo Maite Nadal (2015)[110]
- Recepción y firma en el Libro de Honor del Ayuntamiento de Palencia (2016)[99]
- Premio Retablillo a la Proyección Internacional, otorgado por el Diario Palentino y entregado en su gala 135 aniversario (2016)[111]
- Mejor deportista palentina en la XXXI Gala de los Premios del Deporte Palentino (2016)[112]
- Premiada en la VI Gala de los Premios SER Palentino, otorgados por Radio Palencia de la Cadena SER (2018)[113]

## Filmografía

### Programas de televisión
| Programas de televisión | Programas de televisión          | Programas de televisión | Programas de televisión                              |
| Año                     | Título                           | Cadena                  | Notas                                                |
| ----------------------- | -------------------------------- | ----------------------- | ---------------------------------------------------- |
| 2007                    | Olímpicos. ADO 2008              | La 2 de TVE             | Aparición en reportaje                               |
| 2011                    | Objetivo 2012                    | Teledeporte             | Aparición en reportaje                               |
| 2012                    | Objetivo 2012                    | Teledeporte             | Aparición en reportaje                               |
| 2012                    | Comando actualidad               | La 1 de TVE             | Aparición en reportaje                               |
| 2012                    | Londres 2012                     | Teledeporte             | Invitada junto a Carolina Rodríguez y Paloma del Río |
| 2014                    | Objetivo Río                     | Teledeporte             | Aparición en reportaje                               |
| 2015                    | Objetivo Río                     | Teledeporte             | Aparición en reportaje                               |
| 2016                    | Objetivo Río                     | Teledeporte             | Aparición en reportaje                               |
| 2017                    | XXXVII Gala Nacional del Deporte | Teledeporte             | Premiada junto a Anna Baranova y el conjunto         |
| 2019                    | Hijos de Andalucía               | Canal Sur 1             | Entrevistada en reportaje                            |
| 2020                    | Quédate en casa con TDP          | Teledeporte             | Entrevistada junto a Almudena Cid                    |

### Películas
| Películas | Películas                       | Películas  | Películas                                        | Películas     |
| Año       | Título                          | Personaje  | Notas                                            | Director      |
| --------- | ------------------------------- | ---------- | ------------------------------------------------ | ------------- |
| 2015      | Vidas olímpicas                 | Ella misma | Documental sobre el Proyecto FER                 | César Martí   |
| 2015      | Mereciendo un sueño             | Ella misma | Cortometraje documental promocional de Freixenet | Jorge Cosmen  |
| 2016      | La satisfacción es para siempre | Ella misma | Cortometraje documental promocional de Freixenet | Jorge Palomar |

### Publicidad
- Spots de Navidad para Dvillena, entonces patrocinador de la RFEG (2012, 2013 y 2015).[116]
- Vídeo promocional de la RFEG titulado «El sueño de volar» (imágenes de archivo), dirigido por Carlos Agulló (2015).[117]
- Vídeo promocional de la RFEG titulado «A ritmo de Río», dirigido por Carlos Agulló (2016).[118]